# 東京殘響
《東京殘響》（日语：残響のテロル，或译作恐怖残响）是2014年由渡边信一郎执导、菅野洋子配乐、MAPPA制作的带有当代政治批判元素的原创11集动画。于2014年7月至9月期间在富士电视台noitaminA节目播放，在2016年3月推出了改编的舞台剧。
2014年12月15日的第18届日本新媒体动漫艺术节上，恐怖残响被选为日本新媒体动漫艺术节推荐作品。
2015年4月1日，包括《恐怖残响》在内，《BLOOD-C》和《学园默示录》三部日本动画作品被中国文化部指名批判，指责恐怖残响“宣扬以暴制暴思想，美化暴力、恐怖袭击和犯罪活动”。

## 剧情
故事设定在第二次世界大战后，日本的国家主权受制于美国。90年代中期。日本首都制药公司在大脑机能领域开发出了新药。新进和平塾得知后开始推行雅典娜计划。共聚集了26个小于5岁的孩子，人工培养出类學者症候群。但药物严重的副作用导致孩子相继死亡，最终计划以失败告终。在这些孩子中NINE和TWELVE一起逃出了试验基地，而未曾逃走但幸存下来的FIVE则秘密被美国政府收留。
长大后NINE和TWELVE于某日在青森县的核廢料處理設施中合同搶走了秘密开发的雏形原子弹，之后他们二人以斯芬克斯的代号针对参与了雅典娜计划的政府官员进行复仇。于是他们成功地炸毁了东京都厅的部分建筑，以此向社会引起警示。
半年後，暑假即將開始前的夏日裡，先前不明身份的两人化名为九重新（其中九代表9）的9與久見冬二（日语中“冬”与10读音相同，二则指2）的12以转校生的名义来到一所高中，但不久又离开，期间他们在一栋大楼制造了恐怖袭击事件，并以此为某一计划的开始。之后兩人开始以斯宾克斯（スピンクス）为名，在城市制造炸弹袭击事件（并未伤及人员）向他们所憎恨的已终止进行的“雅典娜计划”的策划者及执行者复仇，为此展开了与日本警视厅（特别是柴崎健次郎）的对战。

## 登場人物

### 主要人物
NINE／九重新（声：石川界人（日本）；曹啟謙（香港））
本作品的主人公。頭腦清晰、處事沈著冷静的男子高校生。17歲。經常配戴著深紺色粗框眼鏡。曾被理沙形容眼神像冰一般。
在青森縣的核燃料再處理設施中與TWELVE合謀，搶奪日本政府秘密開發的小型原子爆弾鈽。並在半年後，作為一個高中生開始在東京生活。实际目的是方便进入东京都厅进行爆炸计划。
是“雅典娜计划”的实验體之一，是一个表现优秀的孤儿。8年前與TWELVE在「租界」（执行雅典娜计划的孤儿收容所）放火，並於保安系統出現問題的時候，趁機從「租界」逃走了。但據悉，即使能夠生存下去，也不會有多少年壽命。
最终话时因實驗藥物副作用傷害過重，加上受到TWELVE之死的刺激，在對柴崎的對話後因耳鳴而倒下死亡。
TWELVE／久见冬二（声：齐藤壮马（日本）；張方正（香港））
本作品的另一位主人公。故事开端與NINE同為轉校生。17歲。個性純真，擁有太陽一般的笑容。視NINE為哥哥般所尊敬/憧憬著，两人经常一起行动。
記憶力十分超群，暗中已記下同班同學的名字與容貌，駕駛機車與雪上摩托車的技術不差。
擁有稱為「聯覺」的感官現象，即是聽到聲音便會看到某種顏色。
“雅典娜计划”的实验體之一。8年前與NINE在「租界」放火，並於保安系統出現問題的時候，趁機從「租界」逃走了。但據悉，即使能夠生存下去，也不會有多少年壽命。
最终话时被前来的美军狙擊而亡。
三岛理沙（声：种崎敦美（日本）；詹健兒（香港））
本作品的女主人公，性格單純、有點笨手笨腳，与NINE和TWELVE在一所学校上学。在学校受欺凌，家庭内部（与母亲）也有问题，造成了自己沒自信的個性。
在遇到TWELVE后，她的命运发生了巨大的变化，後成為NINE和TWELVE的夥伴，是NINE和TWELVE存活于世的见证者和精神传承者。与NINE和TWELVE相知相惜，生死瞬間被TWELVE所救。
貌似並不擅長烹飪。曾於第5話，被NINE和TWELVE批評料理的味道為「很難吃」、「不是給人吃的」。
TWELVE稱理沙的聲音是「淺黃色」的，感覺很特別的，因為擁有這種顏色的人並不常見。

### 警視廳
柴崎健次郎（声：咲野俊介（日本）；陳欣（香港））
柴崎是警視廳的刑警，原先在搜查一课工作，被调到文书部门消磨日子，与担任恐怖袭击调查的搜查一课课长仓桥是同期警员。已婚。經常只顧工作，而冷落家人。在羽村的协助下多次破解NINE和TWELVE提出的许多谜题。后因为因羽田機場事件，而被下令無限期暫停職務，並且不可以參與是次調查工作。但卻暗中展開一連串調查，在探寻真相中发挥了重大作用。
倉橋（声：手塚秀彰（日本）；朱子聰（香港））
刑事部捜査一課長。
羽村（声：逢笠恵祐（日本）；黃啟昌（香港））
刑事部捜査一課。由於在羽田機場事件中擅離職守，被罰閉門思過三個月。在柴崎被停職期間，自願當柴崎助手，協助調查雅典娜計劃的真相。
岡野（声：坂本くんぺい（日本）；葉振聲（香港））
木下（声：桑畑裕輔（日本）；黃積權（香港））
技術犯罪對策課課長。
六笠（声：かぬか光明（日本）；蕭徽勇（香港））
島田（声：青山穰（日本）；張錦江（香港））
濱田（声：高戶靖廣（日本）；陳永信（香港））
加藤（声：關令翹（香港））
福田（声：張炳強（香港））

### 美國政府派遣
Five（声：潘惠美（日本）；成瑤孆（香港））
由美国政府和FBI派遣的NEST（核緊急支援隊）的核物理学家/核子研究員。實際上ISA出身，即美國間諜部隊成員。也是“雅典娜计划”實驗結束後存活的實驗體之一，之後被美國機關接收了。似乎对NINE有着“扭曲的爱意”，並且多次干擾NINE和TWELVE的計畫和假借他們的名義去實行恐怖計畫（猫捉老鼠的游戏）。
第10集，對漏出的汽油開槍自焚身亡。
克拉倫斯（声：高橋大輔（日本）；鄧志堅（香港））

### 其他
青木宗太（声：土師孝也（日本）；陳永信（香港））
元厚生省統計情報部部長。進行雅典娜計劃時只是其中一隻棋子，根本無法違背上級的命令。對前來調查的柴崎和羽村，剖白雅典娜計劃的真相。
間宮俊造（声：森山周一郎（日本）；譚炳文（香港））
人們稱他為「永田町的怪物」。是害柴崎調往文書課的政治家，也是雅典娜計劃的負責人。
三岛理沙的母親（声：恆松步（日本）；沈小蘭（香港））
晴香（声：上田麗奈（日本）；葉曉欣（香港））
柴崎健次郎的女兒，理工系大學生，柴崎停職時前去探視並詢問一般人是否能處理原子彈的問題。

## 用語
雅典娜計劃（アテネ計画）
在９０年代中期，專門從事腦機能研究的日本首都製藥公司偶然開發出一種新藥，成為一切的開端。新進平和塾看中他們的研究成果，於是就策劃出「雅典娜計劃」，毫無保留地投放大量研究費用和最優秀的人才。該計劃成立的最終目標就是要用人工的方法，培育出一群有近似學者症候群的小朋友，換句話說就是他們想製造出一群人工天才。
不過那種新藥不是對所有人都有效，只是對在成長期，即是五歲以下的小朋友才有效。因此主導這個計劃的團體－新進平和塾，便為全國五歲以下的孤兒進行智能測試，將通過測試的小朋友召集回來。最後一共集合了２６個小孩進行計劃，他們全都是白老鼠。他們把那個地方稱為「租界」，在那裡進行實驗。那裡的小孩全都沒有名字，因為是用實驗號碼來稱呼他們。
不僅如此，新藥的藥效不是普通人的肉體和精神能夠輕易承受。很多實驗體的身體支持不了，又或是精神上出現嚴重問題，結果大部分都受不住而死掉。到最後，雅典娜計劃以失敗告終。
美國政府發現了這計劃後隨之介入，於是計劃被迫於７年前被迫終止。實驗結束之後，只Five存活下來，被美國機構接收，NINE和TWELVE則8年前(計畫終止前一年)於「租界」放火，破壞保安系統，並且翻牆逃出。

## 音乐
东京残响的系列音乐全部在冰岛录制，由菅野洋子创作，片头曲「Trigger」由菅野洋子作曲、编曲，Galileo Galilei乐团的尾崎雄貴演唱。片尾曲也是由菅野洋子作曲、编曲，由Aimer演唱。东京残响原声带 2 -crystalized-于2014年8月22日推出。

## 製作團隊
- 原案、导演：渡边信一郎
- 助監督：立川讓
- 角色设定：中泽一登
- 美術監督：金子英俊
- 色彩设计：辻田邦夫（日语：辻田邦夫）
- CG監督：越田祐史
- 摄影監督：田村仁
- 編輯：广瀨清志
- 音乐：菅野洋子
- 音樂製作：Aniplex
- 音樂製作人：佐野弘明、千葉悦子
- 製作統括：丸山正雄
- 主任製作人：山本幸治
- 製作人：木村誠、井上貴允
- 動畫製作人：大塚學
- 動畫製作：MAPPA
- 製作：東京殘響制作委员会（富士電視台、Aniplex、京樂產業Holdings、電通）

## 主題曲
片頭曲「Trigger」
作詞：尾崎雄貴，作曲、編曲：菅野洋子 ，主唱：Yuuki Ozaki (from Galileo Galilei (樂團))
片尾曲「誰か、海を。」 (第1話 - 第10話)
作詞：青葉市子，作曲、編曲：菅野洋子 ，主唱：Aimer

## 各話列表
| 話數 | 日本標題         | 香港標題   | 劇本     | 分鏡                       | 演出              | 作畫監督               | 總作画監督 |
| ---- | ---------------- | ---------- | -------- | -------------------------- | ----------------- | ---------------------- | ---------- |
| #1   | FALLING          | 墜落       | 矢野焦點 | 渡邊信一郎                 | 立川讓            | 秋田學                 | 中澤一登   |
| #2   | CALL & RESPONSE  | 呼叫與回應 | 矢野焦點 | 立川讓                     | 青井小夜          | 山田歩                 | 中澤一登   |
| #3   | SEARCH & DESTROY | 搜索與毀滅 | 矢野焦點 | 山岡實                     | 山岡實            | 秋田學                 | 中澤一登   |
| #4   | BREAK THROUGH    | 突破       | 瀨古浩司 | 青井小夜                   | 青井小夜          | 岸友洋                 | 中澤一登   |
| #5   | HIDE & SEEK      | 捉迷藏     | 熊谷純   | 立川讓                     | 立川讓            | 秋田學                 | 中澤一登   |
| #6   | READY OR NOT     | 準備好了沒 | 瀬古浩司 | 松尾衡 立川讓              | 山岡實 岩田和也   | 山下喜光 秋田學 岸友洋 | 中澤一登   |
| #7   | DEUCE            | 平分       | 熊谷純   | 鹿間貴裕                   | 許平康            | 鹿間貴裕               | 中澤一登   |
| #8   | My Fair Lady     | 窈窕淑女   | 豬原健太 | 宮繁之                     | 猪狩崇            | 西村貴世 中澤一登      | 中澤一登   |
| #9   | HIGHS & LOWS     | 高貴與卑賤 | 瀬古浩司 | 久木晃嗣 立川讓 佐藤真二   | 久木晃嗣 武藤健司 | 山下喜光               | 中澤一登   |
| #10  | HELTER SKELTER   | 狼狽與混亂 | 豬原健太 | 三原三千夫                 | 向井雅浩          | 秋田學                 | 中澤一登   |
| #11  | VON              | Von        | 瀨古浩司 | 渡邊信一郎 立川讓 久木晃嗣 | 渡邊信一郎        | 中澤一登 山下善光      | 中澤一登   |

## 播放電視台
| 播放地區   | 播放電視台     | 播放日期               | 播放時間                  | 所屬聯播網 | 備註           |
| ---------- | -------------- | ---------------------- | ------------------------- | ---------- | -------------- |
| 关东广域圈 | 富士电视台     | 2014年7月10日－9月25日 | 星期四 24時50分－25時20分 | 富士电视网 | 制作委员会参加 |
| 岩手县     | 岩手可爱电视台 | 2014年7月10日－9月25日 | 星期四 24時50分－25時20分 | 富士电视网 | 同时网络播放   |
| 山形县     | 樱桃电视台     | 2014年7月10日－9月25日 | 星期四 24時50分－25時20分 | 富士电视网 | 同时网络播放   |
| 愛媛县     | 爱媛电视台     | 2014年7月10日－9月25日 | 星期四 25時10分－25時40分 | 富士电视网 |                |
| 静岡县     | 静冈电视台     | 2014年7月10日－9月25日 | 星期四 25時20分－25時50分 | 富士电视网 |                |
| 秋田县     | 秋田电视台     | 2014年7月10日－9月25日 | 星期四 25時30分－26時00分 | 富士电视网 |                |
| 福島县     | 福岛电视台     | 2014年7月10日－9月25日 | 星期四 25時35分－26時05分 | 富士电视网 |                |
| 新潟县     | 新潟综合电视台 | 2014年7月10日－9月25日 | 星期四 25時40分－26時10分 | 富士电视网 |                |
| 广岛县     | 新广岛电视台   | 2014年7月10日－9月25日 | 星期四 25時45分－26時15分 | 富士电视网 |                |
| 熊本县     | 熊本電視台     | 2014年7月10日－9月25日 | 星期四 25時45分－26時15分 | 富士电视网 |                |
| 宮城县     | 仙台放送       | 2014年7月10日－9月25日 | 星期四 26時00分－26時30分 | 富士电视网 |                |
| 福岡县     | 西日本电视台   | 2014年7月10日－9月25日 | 星期四 26時05分－26時35分 | 富士电视网 |                |
| 中京广域圏 | 东海电视台     | 2014年7月10日－9月25日 | 星期四 26時10分－26時40分 | 富士电视网 |                |
| 鹿儿島县   | 鹿儿岛电视台   | 2014年7月10日－9月25日 | 星期四 26時10分－26時40分 | 富士电视网 |                |
| 日本全国   | d動畫商城      | 2014年7月11日－9月26日 | 星期五 12時00分 更新      | 网络电视   |                |
| 佐賀县     | 佐贺电视台     | 2014年7月11日－9月26日 | 星期五 24時50分－25時20分 | 富士电视网 |                |
| 近畿广域圏 | 关西电视台     | 2014年7月11日－9月26日 | 星期五 27時51分－28時21分 | 富士电视网 |                |
| 日本全國   | 萬代頻道       | 2014年8月29日－9月26日 | 星期五 12時00分 更新      | 網絡電視   |                |

## 相關商品

### BD / DVD
| 卷數 | 發售日         | 收錄話數       | 規格編號   | 規格編號   | 規格編號   |
| 卷數 | 發售日         | 收錄話數       | BD限定版   | DVD限定版  | DVD通常版  |
| ---- | -------------- | -------------- | ---------- | ---------- | ---------- |
| 1    | 2014年9月24日  | 第1話 - 第2話  | ANZX-11181 | ANZB-11181 | ANSB-11181 |
| 2    | 2014年10月22日 | 第3話 - 第4話  | ANZX-11182 | ANZB-11182 | ANSB-11182 |
| 3    | 2014年11月26日 | 第5話 - 第6話  | ANZX-11183 | ANZB-11183 | ANSB-11183 |
| 4    | 2014年12月24日 | 第7話 - 第8話  | ANZX-11184 | ANZB-11184 | ANSB-11184 |
| 5    | 2015年1月28日  | 第9話 - 第10話 | ANZX-11185 | ANZB-11185 | ANSB-11185 |
| 6    | 2015年2月25日  | 第11話         | ANZX-11186 | ANZB-11186 | ANSB-11186 |

### CD
| 發售日         | 標題                               | 規格編號   |
| -------------- | ---------------------------------- | ---------- |
| 2014年7月9日   | 『東京殘響』原聲帶                 | SVWC-70009 |
| 2014年10月22日 | 『東京殘響』原聲帶 2 -crystalized- | SVWC-70027 |

### 書籍
残響のテロル オフィシャルガイドブック（Animedia編輯部編輯）
2015年3月27日發售、ISBN 978-4-05-406248-1

## 外部連結
- TV动画 《東京殘響》官方網站 （页面存档备份，存于）（日語）
- 《東京殘響》TVB官方網站 （页面存档备份，存于）（繁體中文）
- TV动画 東京殘響的X（前Twitter）（日語）